# 白子未祐
白子 未祐（しらこ みゆう、1995年7月22日 - ）は、日本のマルチアスリートである。元女子プロ7人制ラグビー選手、現役女子ラクロス選手。夫は元プロアメリカンフットボール選手の庄島辰尭。現在は庄島未祐（しょうじま みゆう）として活動中。

## 人物
- 東京都目黒区出身[1]
- 身長：174cm、体重：68kg
- 慶應義塾幼稚舎→慶應義塾中等部→慶應義塾女子高等学校→慶應義塾大学文学部→博報堂DYメディアパートナーズ→ナナイロプリズム福岡[2][3]
- 兄は同じく現役ラグビー選手の白子雄太郎（慶應義塾幼稚舎→慶應義塾普通部→慶應義塾高等学校→慶應義塾大学商学部→博報堂DYメディアパートナーズ→清水建設江東ブルーシャークス）[4]
- 夫は元プロアメリカンフットボール選手の庄島辰尭（レドンドユニオン高校→都立西高等学校→サンタモニカカレッジ→UCLA→オービックシーガルズ）[5]

## 経歴
幼少期
小学校から高校までバスケットボールをしていた。
ラクロス（大学時代）
2017年
- 22才以下女子日本代表選出　アジアパンパシフィック大会優勝　大会MVP獲得
- 第9回　関東大学女子ラクロス選手権　優勝　決勝戦MVP獲得
- 第9回　全日本女子ラクロス大学選手権大会　優勝　決勝戦MVP獲得
- 第28回　全日本女子ラクロス大会　優勝
- 2017年度関東女子ラクロス１部リーグ、得点王、BEST12プレーヤー選出[6]

2018年
- 全日本女子ラクロス 強化指定選手選出
- 国際親善試合 VS イングランド代表戦　大会MVP獲得
- ワールドクロス大会　Women’s Professional Lacrosse League VS日本代表戦出場　日本人MVP獲得
- 第20回　全日本女子ラクロスクラブ選手権大会　準優勝
- 第20回　全日本女子ラクロス大会　準優勝[6]

2019年
- 全日本女子ラクロス 強化指定選手選出　米国遠征参加
- 米Women’s Professional Lacrosse League（WPLL）のNew England Commandよりドラフト指名を受けるも、七人制ラグビーへの挑戦のため辞退[6]

七人制ラグビー
2019年
- 7人制ラグビーへ転向。
- 第30回ユニバーシアード夏季競技大会2019　ラグビーフットボール女子　優勝
- アジアラグビー女子セブンズシリーズ2019　第2戦　中国大会　準優勝
- アジアラグビー女子セブンズシリーズ2019　第3戦　スリランカ大会　優勝
- オセアニアラグビーセブンスチャンピオンシップ 2019　8位[6]

2020年
- ナナイロプリズム福岡に入団。
- HSBCワールドラグビーセブンズシリーズ2019-2020（女子）　第5戦 オーストラリア大会　9位[6]

2021年
- 東京五輪の7人制女子日本代表メンバーに選出、スターティングメンバーとして出場[7]。総合順位12位。

2022年
- アジアラグビー女子セブンズシリーズ2022　第3戦UAE大会　準優勝
- エミレーツインビテーショナルセブンズ　4位[6]

2023年
- 太陽生命ウィメンズセブンズシリーズ2023　総合4位

2024年
- 太陽生命ウィメンズセブンズシリーズ 2024　総合6位
- 10月17日、ナナイロプリズム福岡のチーム公式インスタグラムにて退団および七人制ラグビーの引退を表明した。

ラクロス（２度目の転向）
2024年
- 10月、自身のInstagramにて再びラクロスへ転向する事を表明した。